# Grandvalira
Grandvalira és una estació d'esquí alpí situada al nord del Principat d'Andorra, i és el resultat de la unió de dues estacions d'esquí: Pas de la Casa - Grau Roig i Soldeu El Tarter. Es troba en dues de les set parròquies andorranes: Encamp i Canillo, i pren el nom del riu Valira.

## Història
L'any 1956 Francesc Viladomat va instal·lar el primer telesquí al peu del cim de Coll Blanc, que podia transportar 450 esquiadors cada hora.
Uns anys després, el 1964 es va instal·lar el primer remuntador a Soldeu on es va iniciar un projecte amb capital privat de les famílies Baró, Salvans i Torrallardona.
L'estació es va anar ampliant cap al Circ dels Pessons i cap a la zona dels Cortals d'Encamp. Els primers canons de neu es van instal·lar el 1985, a Pas de la Casa - Grau Roig, i el 1997 el primer telecadira desembragable de sis places dels Pirineus.
El 1999 es va inaugurar el Funicamp que permetia convertir Encamp amb peu de pistes.
Grandvalira com a marca comercial es va inaugurar a l'hivern de 2003 com a resultat de la connexió de Pas de la Casa - Grau Roig i Soldeu El Tarter.
El 2007 Pas de la Casa - Grau Roig va celebrar el 50è aniversari.

## Característiques
Grandvalira és el domini esquiable més gran dels Pirineus amb 215 km de pistes. L'estació té sis accessos diferents a pistes al llarg de la Carretera general 2 (CG-2), o carretera de França, seguint el curs del riu Valira d'Orient.
Grau Roig és l'únic sector de Grandvalira on hi ha un circuit d'esquí de fons i és l'única estació del principat on es pot practicar tant fons com descens.

### L'hotel de gel
A la temporada 2008-2009 a Grau Roig es va apostar per construir un hotel de gel. Aquest tipus d'hotel és temporal i només es pot construir a l'hivern quan les condicions de neu i temperatura ho permeten. La darrera temporada que se'n tenen registres és la 2015/2016, en la temporada 2018/2019 no ja s'oferia l'allotjament i en l'actualitat aquest tipus d'experiència es pot viure amb els allotjaments experiencials d'Epic Andorra en forma de cabana o domo.
L'hotel va ser el primer hotel de gel del sud d'Europa. L'hotel que cada hivern es feia de nou estava situat a 2.300 metres, tenia 600 metres quadrats, comptava amb nou habitacions i una capacitat màxima de 34 persones. Com a curiositat, les estances es feien expressament de nou metres d'altura perquè a mesura que anaven passant els mesos la distància amb el sostre s'anava reduint.
A més, els lavabos eren químics perquè no hi havia aigua corrent, al restaurant només oferien begudes transparents per no tacar la neu, i l'oferta de menjar era limitada, amb les fondues com a especialitat. Per suportar les baixes temperatures, d'entre 1 i 3 graus positius, els llits estaven equipats amb sistemes d'aïllament, i s'oferien als clients sacs de dormir d'un sol ús.

### Mon(t) Magic
El Mon(t) Magic Family Park és una zona familiar situada al sector de Canillo, amb més de 100 hectàrees, tres zones d'esquí i amb la pista temàtica infantil més llarga del sud d'Europa, inaugurada l'any 2015. Inclou espais per a l'aventura, l'esport, l'oci infantil i la restauració, i es troba al costat del telecabina. Destaca la tirolina més gran d'Andorra, amb 550 metres de longitud i 40 d'alçada, i que té una velocitat de baixada de 80 km/h aproximadament. L'any 2019 va inaugurar el Màgic Gliss, un tobogan de 555 metres.

### L'Abarset
Al sector El Tarter a la parròquia de Canillo hi trobem un dels après-ski més reconeguts als Pirineus.

## Galeria d'imatges

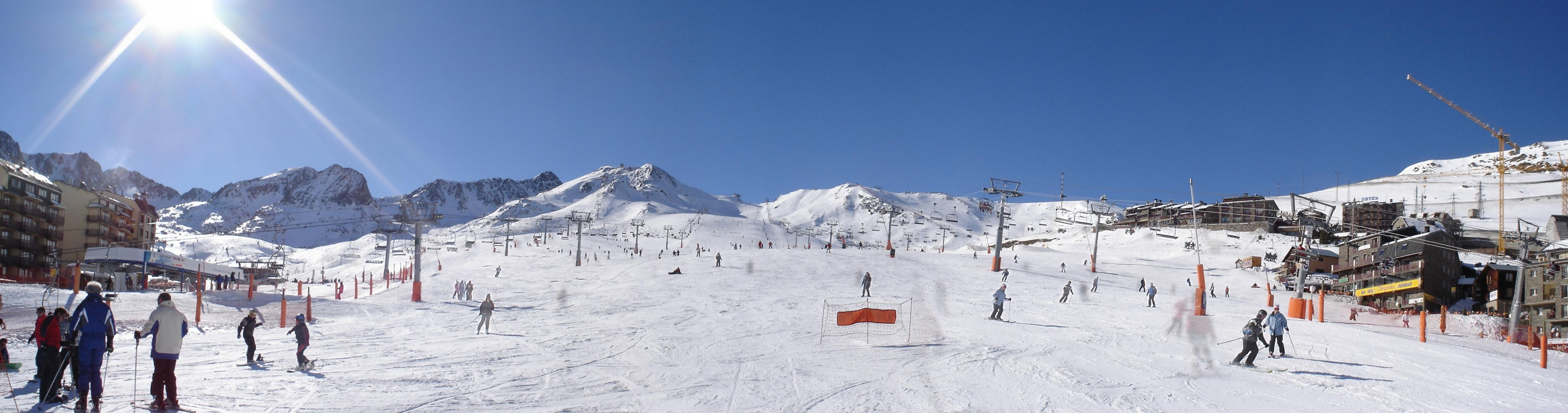
Panoràmica del sector del Pas de la Casa
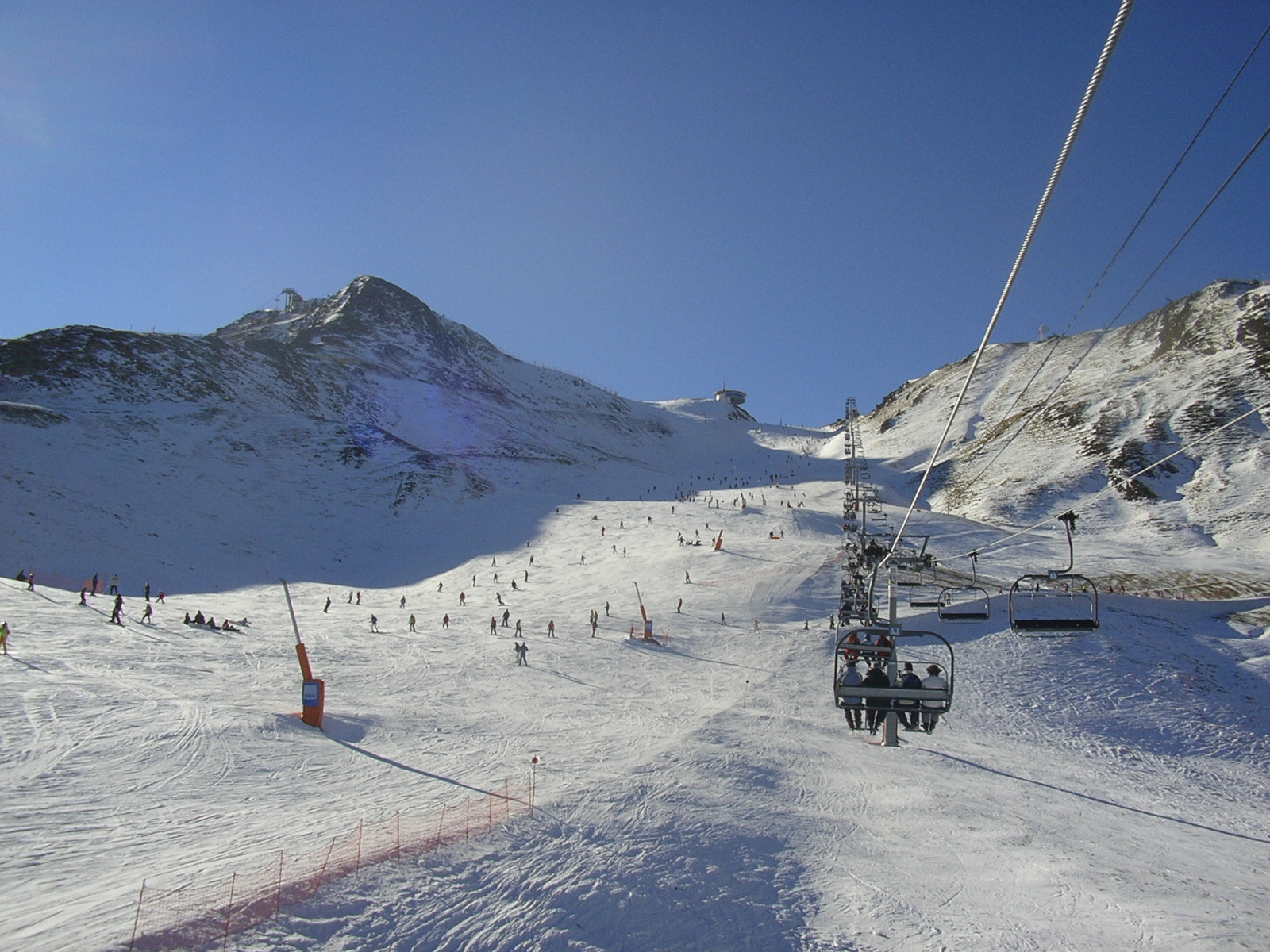
Sector del Pas de la Casa
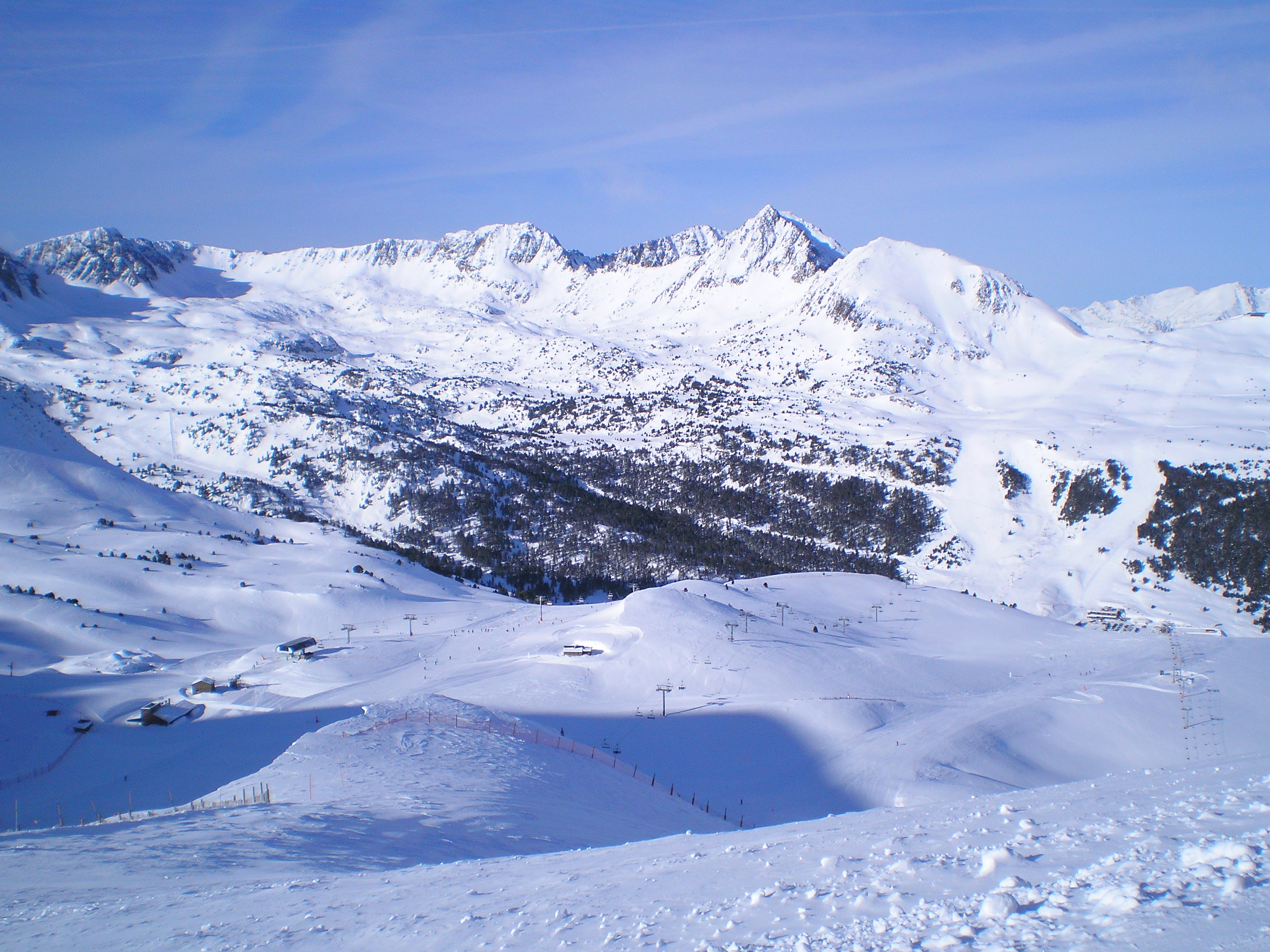
Grandvalira-Grau Roig

## Enllaços d'externs
- Grandvalira, pàgina oficial